# 荷兰文学数字图书馆
荷兰文学数字图书馆（荷蘭語：Digitale Bibliotheek voor de Nederlandse Letteren，简称DBNL）是一个有关荷蘭語和荷蘭文學的网站，包含海量文学作品、二次文献以及传记、肖像、超链接等额外资料。
荷兰文学数字图书馆是荷兰文学数字图书馆基金会的一项倡议，该基金会由荷兰文学协会于1999年创立。荷兰文学数字图书馆的建设得到了荷兰科学研究组织和荷蘭語聯盟等机构的财政支持。自2020年起，荷兰文学数字图书馆由荷兰语联盟、弗拉芒遗产图书馆和荷蘭皇家圖書館合作维护。
2021年，荷兰文学数字图书馆的访客人数达2,783,883人次。